# Stazione di San Martino in Pensilis
La stazione di San Martino in Pensilis era una stazione ferroviaria, posta sulla ferrovia Termoli-Campobasso, che serviva il comune di San Martino in Pensilis.